# オーロビンド・ゴーシュ

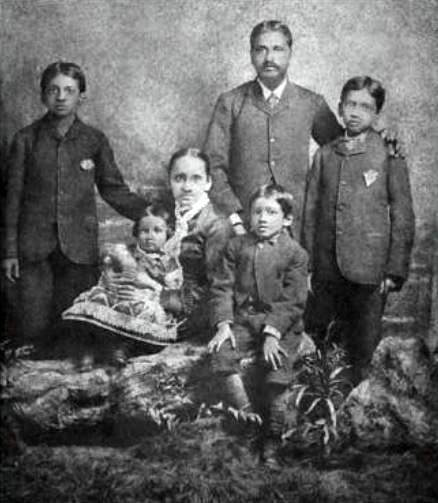
家族とともに（1879年）

オーロビンド・ゴーシュ（Sri Aurobindo Ghose, ベンガル語: শ্রী অরবিন্দ Sri Ôrobindo, サンスクリット: श्री अरविन्द Srī Aravinda、フルネーム：オーロビンド・アクロイド・ゴーシュ (Aurobindo Akroyd Ghose) 、1872年8月15日 - 1950年12月5日）は、インドの反英独立運動家、宗教家、霊性指導者、ヨーガ指導者、インド哲学者、詩人、神秘思想家、インテグラル・ヨーガの創始者。彼の支持者は、彼を神の化身とみなした。
オーロビンドは、イギリス支配から脱却するためのインドの初期の自由化運動のリーダーのうちの1人としての短い政治キャリアののち、「神的な生命」に相当する「スーパーマインド（超精神、超心）」と呼ばれるハイレベルの霊的意識を確立することによって地上での生活の進化を促進することを目的とした、「インテグラル・ヨーガ」と呼ばれる新しい霊性の道の実践と進化を主唱した。
多くの霊的な詩を含む文学作品をはじめ、古代インドの聖典の広範囲な解説と翻訳を含むインドの文化について、社会的・政治的発展に関して、彼の霊性哲学と実践に関して、数多くの著作を英文で残した。

## 来歴

### 誕生から政治運動家として名を馳せるまで
オーロビンド・ゴーシュは、1872年8月15日にコルカタで生まれた。彼の父は、K. D.ゴース博士であり、母はスワナラータ・デービーといった。イギリスに在住し、アバディーン大学で学んだゴース博士は、彼の子供たちにヨーロッパ式の躾を完璧に施し、ダージリンのロレト・コンヴェント・スクールに通わせることを固く決心していた。7歳の頃、オーロビンドは2人の兄、マンモハンとベノイブサンとともにイングランドに連れて行かれる。彼らはマンチェスターの聖職者、ドレウェットとその妻の元に預けられた。ドレウェット夫妻はオーロビンドに個別教育を施した。彼自身有能な学者であった聖職者のドレウェットは、ロンドンのセント・ポール・スクールへの入学を果たしたオーロビンドに、ラテン語の基礎を非常に上手く教えた。セント・ポール・スクールではギリシア語を習得し、ラテン語を得意とした。3年次は文学、とりわけイギリスの詩の熟読に時間を費やした。セント・ポールでは、彼は文学のバターワース賞、歴史学のベッドフォード賞とキングズカレッジ（ケンブリッジ大学）の奨学金を授与された。彼は、1893年にインドに帰国する。
1905年から1912年までのベンガルの最初の一区切りの間、彼は、過激派として知られるインドのナショナリストのグループのリーダーに就任した。そのグループは、明確にインドの独立を主張し、その目的達成のためには暴力を行使することも厭わない急進的な主義・思想を標榜しており、それは、当時のより穏健なナショナリストらが標榜を避けるところであった。彼は、反体制の革命の一団であるジャガンター党の創設者の1人であった。
彼は、ナショナリズム系のベンガルの新聞 "Vande Mataram" の編集者であったため、イギリスの支配との頻繁な対立に入った。
1907年、オーロビンド・ゴーシュはインドのナショナリストの大会に出席し、そこで運動の新しいリーダーと目されるようになる。しかし、彼の人生は新たな啓示を受け始めていた。
バローダで、彼はヴィシュヌ・バスカー・レレと呼ばれるマハラシュトラ州のヨーガ修行者に会った。ヴィシュヌ・バスカー・レレは、彼が古代のヒンドゥー教のヨーガの慣習を調査すると確信していた。

### 政治から霊性への転換

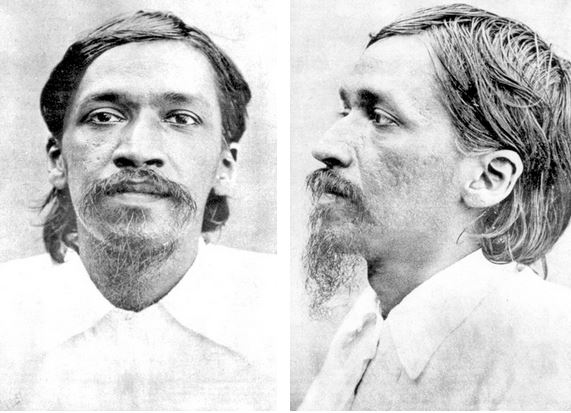
1908年5月1日、アリープル拘置所で撮影されたオーロビンド

ベンガルの行政区のコルカタで、裁判の公判中アリープル拘置所で1年間勾留された間、彼の政治から霊性への転換は起こった。勾留の間、ヒンドゥー教の重要な聖典の1つである『バガヴァッド・ギーター』について熟考し、その霊的影響を強く受けた。オーロビンドは、アドヴァイタ・ヴェーダーンタ哲学の当時の重要なインド哲学者であるヴィヴェーカーナンダに、自分の瞑想をみてもらうことを欲した。自身の霊性（ヨーガ）修行の重要な側面に際し手引きを受ける目的であった。オーロビンドは、勾留されている間、囚人、看守、警官、刑務所の鉄格子、木、裁判官、弁護士がヴィシュヌの様々な形の表れに見えるといったヴァスデヴァの霊的体験をしたことを、後に語った。
彼が勾留された裁判は、インドのナショナリズム運動における重要な裁判のうちの1つであった。49人の被告人と206人の目撃者がいた。400の文書と、爆弾と拳銃と酸を含む5,000の証拠物件が提出された。英国の裁判官、C.B.ことビーチ・クロフトとオーロビンドは共にケンブリッジ大学の出身であった。
主任検察官のアードレイ・ノートンは、裁判の間、装填した拳銃を彼の書類カバンの上に陳列した。オーロビンドを擁護する弁論は、チッタランジャン・ダスによって行われた。のちに「1908年アリープル爆弾裁判」の名づけられたこの裁判は、1年の間続き、結果、オーロビンドは無罪となった。
その後、オーロビンドは2冊の新しい週刊誌の出版を始めた。1つは『カルマヨーギン』と題され英語で書かれており、もう1つは『ダルマ』と題されベンガル語によるものであった。しかしながら、ミントー卿が彼を批判する内容の記事を執筆しそれが世に出たため、英国政府は彼のナショナリズム活動を見逃すわけにはいかなくなった。
インド警察が彼を逮捕するために再び動いたため、彼はインドのフランス植民地地域に避難する。1910年4月4日になりようやく、他のナショナリストらと共に、ポンディシェリに隠れ家を見出すことができた。

### 哲学的かつ霊的な著作の数々

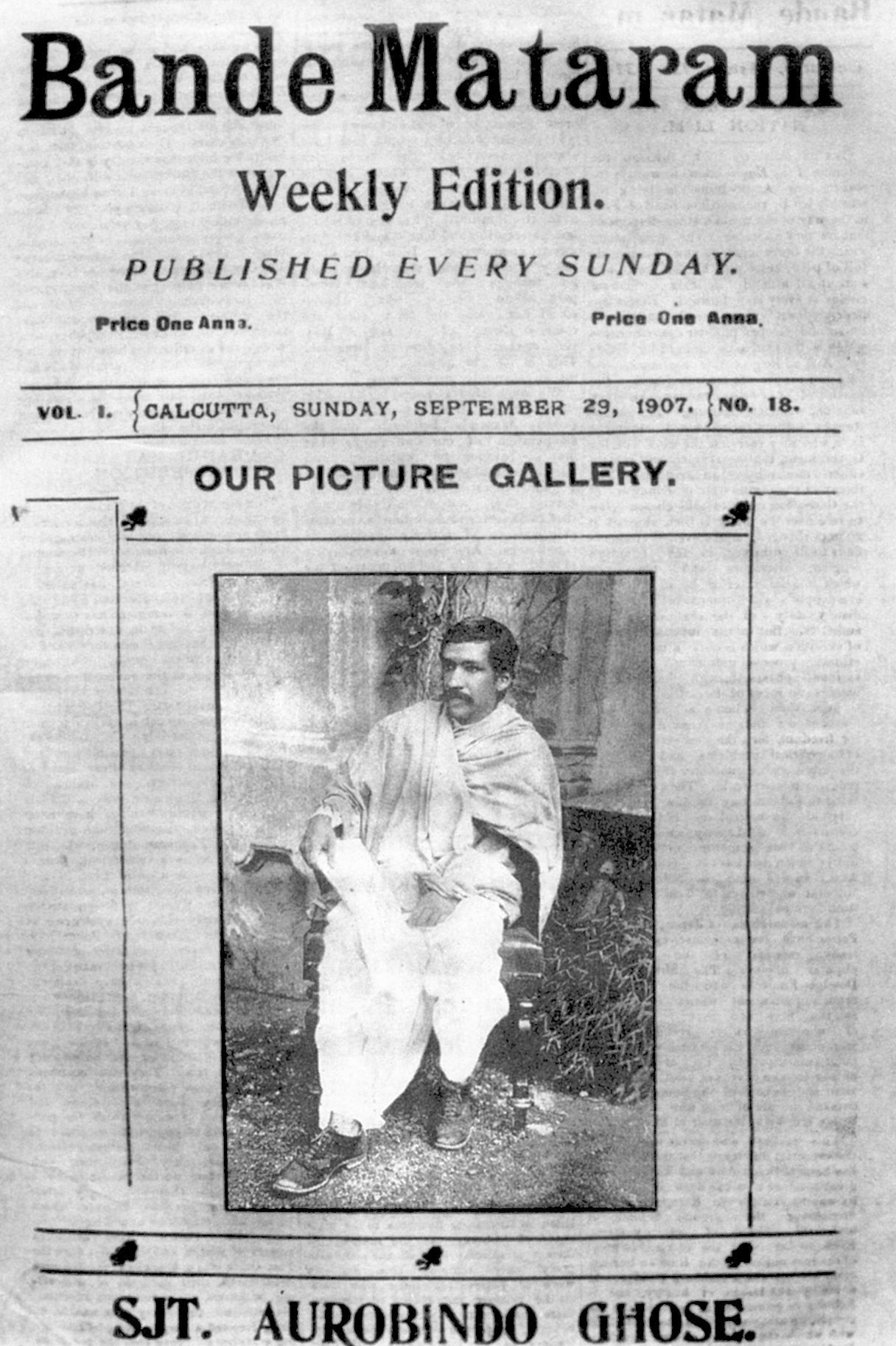
週刊誌『Bande Mataram』に掲載されたオーロビンド（1907年）

4年に及ぶポンディシェリでの集中したヨーガの修行を終えた1914年、64頁の月間レビュー誌『アーリヤ』の発行を開始する。
彼の最も重要な著作の大部分は次の6年半の間に執筆され、連載という形で発表された。具体的には、"The Life Divine"（神の生命）"The Synthesis of Yoga"（ヨーガの統合）"Essays on The Gita"（ギーターに関するエッセイ集）"The Secret of The Veda"（ヴェーダの極意）"Hymns to the Mystic Fire"（神秘の炎への賛美）"The Upanishads"（ウパニシャッド）"The Foundations of Indian Culture"（インド文化の礎）"War and Self-determination"（戦争と自己解決）"The Human Cycle"（人間のサイクル）"The Ideal of Human Unity"（人間融和の理想）"The Future Poetry"（未来の詩）などである。それらが書籍として出版される前に、オーロビンドはこれらの作品のいくつかを修正した。
いくぶん後で、彼はインテグラル・ヨーガの実践のための一種の「指導書」として"The Mother"と題される小さな本を1928年に発表した。
この短い本で、オーロビンドは、母なる神、至高の神の意識と力についてと、「母なる神による宇宙のガイダンスと、彼女と地球の遊戯との関係を維持しているところの、彼女の4つの偉大な側面、4つの主要な力と性質（人格）」について書いた。彼は同様に母なる神の恩寵を受け入れるための、ヨーガ修行者よって満たされる条件について書いた。
しばらく経った後、『アーリヤ』のために書かれた作品のいくつかの改訂は別として、オーロビンドの主な執筆活動は、彼の弟子との膨大な数に及ぶ書簡であった。そのほとんどは1930年代に書かれたという彼の書簡は、数千にも及んだ。多くは、弟子らの霊性修行の実践の報告と質問に対するアドバイスと解答であり、弟子のノートに記された。他に、彼の教えの実践的側面の、慎重に言葉を選んだ説明もなされた。これらのノートは後にまとめられ、"Letters on Yoga"というタイトルの3冊の本として出版された。
1930年代後半になると、彼は以前に始めた詩の研究を再び始めた。彼は、残りの人生の間、自身の詩を加筆して、修正し続けた。おそらく彼の最も大きな文学的な業績と思われる"Savitri"は、約24,000行にも及ぶ無韻詩であり、壮大かつ霊的な詩となった。
オーロビンドは大部分の著書を英語で書いたけれども、彼の主要作品は後にインドの言語（ヒンディー語、ベンガル語、オーリヤ語、グジャラート語、マラティー語、サンスクリット、タミル語、テルグ語、カンナダ語、マラーヤラム語）、フランス語、ドイツ語、イタリア語、オランダ語、スペイン語、中国語、ポルトガル語、スロベニア語、ロシア語などの言語に翻訳された。
ロシア語に訳された膨大な量の彼の著作は、オンラインで閲覧することもできる。

## マザー

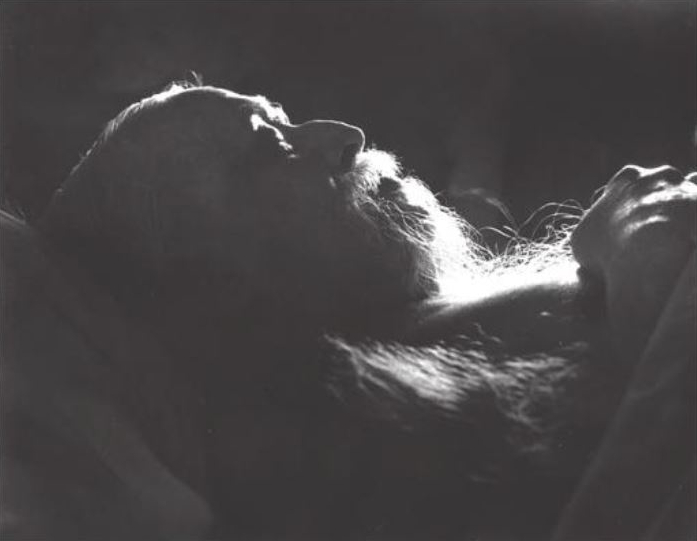
死の床に横たわるオーロビンド（1950年12月）

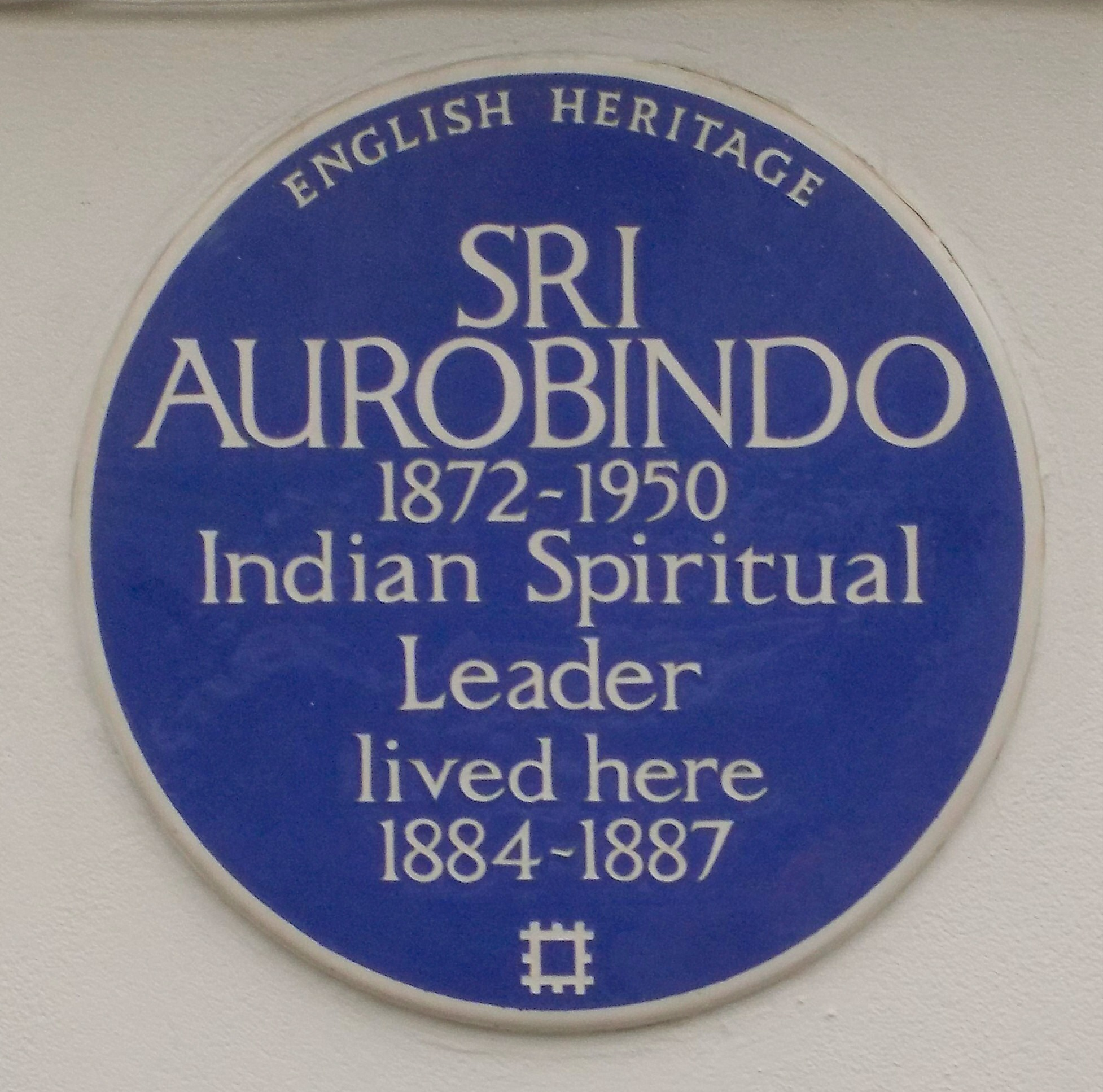
オーロビンド・ゴーシュのブルー・プラーク（ロンドン・聖ステッペン通り）

「マザー」の名で知られるミラ・リチャードは、オーロビンドの霊性の親密な協力者であった。彼女は1878年2月21日に、トルコ人とエジプト人の子として、パリで生まれた。彼女はパリの文化的・霊的な生活に没頭し、アレクサンドラ・デイビッド＝ネールと交友を結んだ。彼女は1914年3月29日にポンディシェリに赴き、1920年になるとそこに移住した。オーロビンドは彼にとって彼女こそが霊性な協力者、パートナーであると認めた。
オーロビンドが人目を忍んだ場所へ隠遁した1926年11月24日以降、彼は彼女に、彼らの周りに集まった門弟の共同体「シュリー・オーロビンド・アーシュラム」の運営を委ねた。しばらくして子供たちと共に家族がアーシュラムに加入した頃、彼女はシュリー・オーロビンド・教育インターナショナルセンターを設立し、監督した。
オーロビンドが1950年に死去した後も、マザーはオーロビンドの遺志を受け継いだ霊性活動とアーシュラムの監督を行い、そして門弟を指導し続けた。1960年代中頃に彼女は、人間の団結を促進するユネスコの後援を受け、ポンディシェリの近くに国際タウン「オーロヴィル」を開設した。そこは、全ての国の男女が、全ての国籍・政治思想・信条を超越した平和と段階的調和に生きることが可能な理想郷を意図して創られたものであった。
1968年に記念式典が行われ、121の国とインドの全ての州の代表者によって、各自ひと握りの土がオーロヴィルの中心近くの壷の中に入れられた。その後オーロヴィルは発展し続け、現在は35の国から約1700人のメンバーを受け入れている。マザーは同じくインドのフランス植民地の合併において積極的な役割を果たし、更に生前のオーロビンドの要望により、ポンディシェリをインドとフランスの間の文化的な交流の中心地とすべく助力した。マザーは、1973年11月17日に死去するまでポンディシェリに在住した。
マザーによる地球上に新しい至高意識を確立する試みと、彼女が肉体的な変容を遂げるまでの努力については、"Mother's Agenda"の名で知られる全13巻の著作に叙述されている。

## インド哲学への寄与
オーロビンドの主な哲学的業績の1つはヴェーダーンタ哲学に進化の概念を導入するはずであったが、サーンキヤ哲学が既に1世紀前にこのような概念を提唱していた。しかしオーロビンドはダーウィン説とサーンキヤ哲学双方の物質主義への傾倒に異を唱え、物質よりもむしろ精神の進化を重視することを提唱した。
彼はヴェーダーンタ哲学の代表的な思想の一つである不二一元論（アドヴァイタ）の 幻影論（Mayavada）に異を唱えた。幻影論は基本的にこの世界がどこまでいっても破壊と再生を繰り返す、ブラフマンの絶対性とは程遠い相対的なものだとする。しかしオーロビンドはこの世界も、その内の人間も絶対性を獲得しうると主張した。
オーロビンドにおいてこの世界はブラフマンのInvolution（退縮、内化など訳語が定まっていない）によって生じる。これによって世界が顕現し、世界の内に魂(soul）が内在化して、徐々に霊的な進化を遂げていく。彼によればこの霊的進化には物質（ex.鉱物）、生命（ex.動物）、精神（人間）といった段階が存在し、それは意識の発展段階でもある。ここにおける意識とはブラフマンもまたアートマン（真の自己）であるとする真理把捉の能力であり、上昇するに連れてその真理へ近づいていく。
このInvolutionが実行されるときに働く原理が「スーパー・マインド」である。これは彼によればサッチダーナンダ（実在・意識―力・歓喜、ブラフマンそのものをも指す）というブラフマンの原理のうち第四番目の原理とされるもので、無限であるブラフマンを限定せずに限定する機能である。論理的に矛盾したこの原理は、ブラフマンの領域における論理に従っているために破綻して見えるのであるとされる。
Involutionにおいてスーパー・マインドはブラフマン、つまりサッチダーナンダ（実在・意識―力・歓喜）を我々の世界の物質、生命、魂へ降下させ、自身も精神として降下させる。スーパー・マインドはこの降下を矛盾なしに遂行する。つまりそれは絶対不変にして無謬であるところのブラフマンと、ブラフマンの絶対性からするとありえない相対的なこの世界を媒介する超越的な原理なのである。
オーロビンドは、世界を最終的にマーヤー（幻影・幻想）として拒絶し、放棄の人生を歩むことこそが解脱への唯一の道であると考えている因襲的なインド思想を批判的に乗り越えようと試みた。
彼によれば、彼がプルナ (Purna) あるいはインテグラル・ヨーガと呼んだ全ての主要なヨーガ（バクティ、カルマ、1つの哲学としてのタントラなど）の愛好者らが世界を楽しんでいるときこそ、彼らを教化することができるという。

## 補注
1. ↑  G・マセ『オーダーメイドの幻想』水声社、2020年、P.132頁。
2. ↑  オーロビンドの高弟の1人であり、のちにアメリカに移住し霊性のグルとして活躍したシュリ・チンモイはこのアーシュラムの出身である。
3. ↑  教育分野の試みの先導で、ジャワハーラル・ネールなどのオブザーバーに感銘を与えた。
4. ↑  サーンキヤ学派の開祖カピラが進化論の祖であるとしたのはH・P・ブラヴァツキーであるが、実際のサーンキヤ学派はダーウィンにおけるような進化並びに彼女のいう「進化」も主張しない。
5. ↑  Mayaは幻影、vadaは主義といった意味。シャンカラから始まる不二一元論における考え方の一つ。詳細は前田専学著『ヴェーダーンタの哲学』並びに村上真完著『インド哲学概論』を参照のこと。